# Monte Benfit
Il Monte Benfit è una montagna di 2170 m delle Prealpi Bergamasche Orientali in provincia di Bergamo, Lombardia in Italia.
È facilmente raggiungibile dal rifugio Vodala (a sua volta raggiungibile in seggiovia).
È possibile effettuare un gito ad anello tra le tre Cime Timogno, Benfit e Avert per poi ritornare al parcheggio degli spiazzi di Gromo.

## Galleria d'immagini

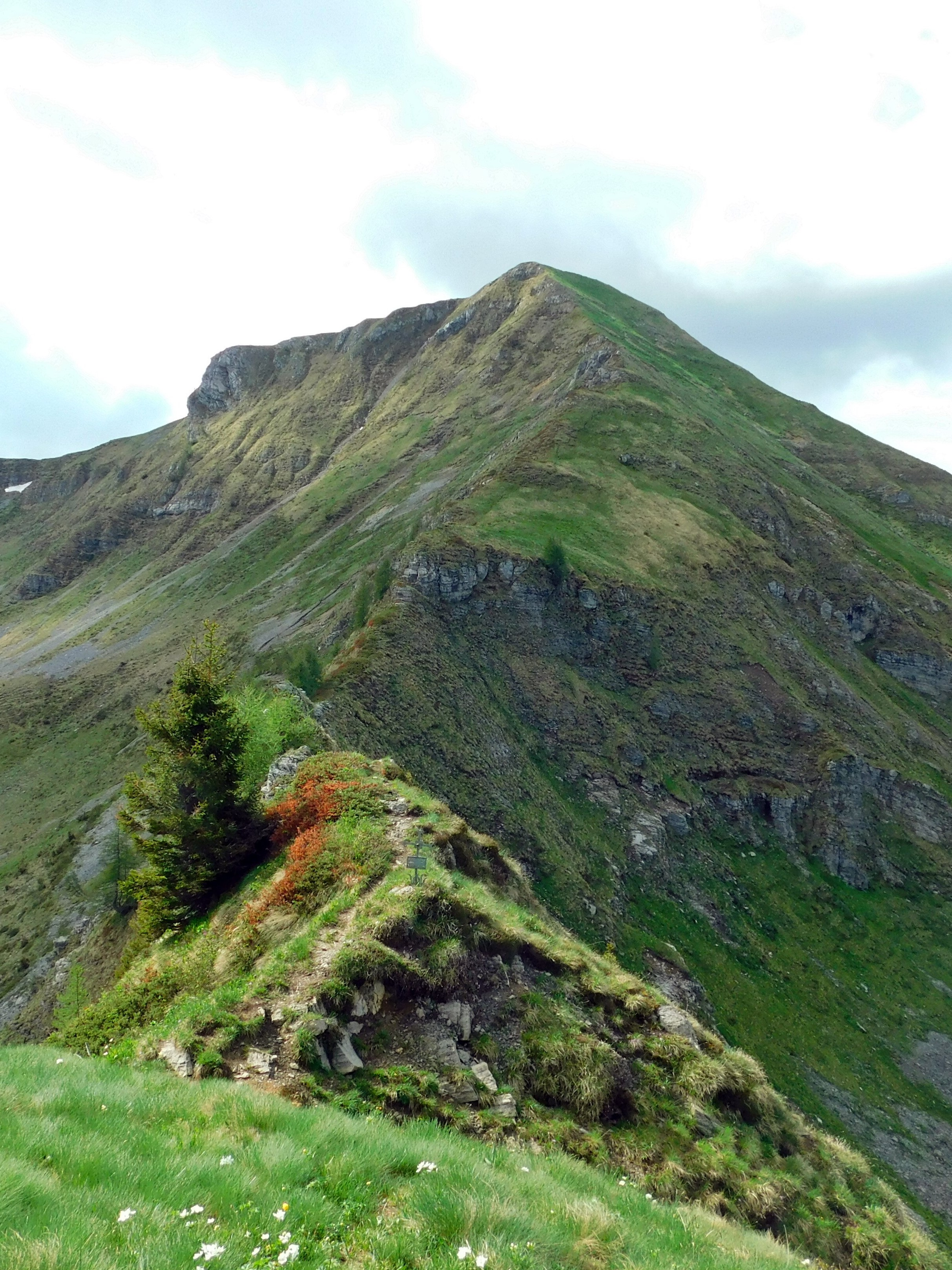
Benfit visto dal passo Crocetta
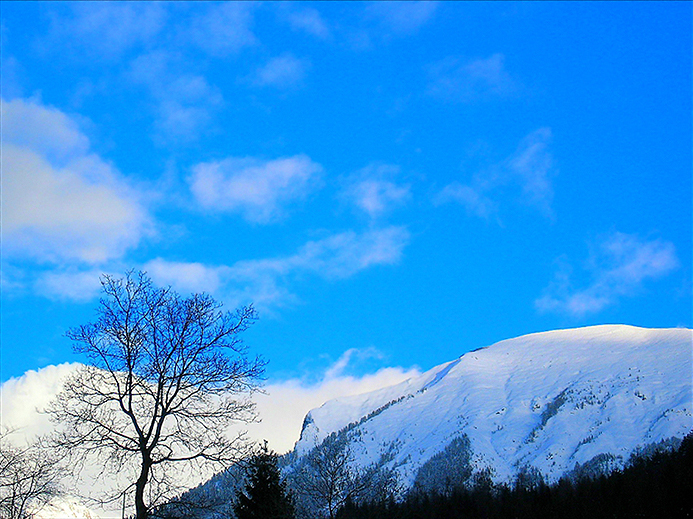
Benfit innevato